# Burg Schlossbühl
Die Burg Schlossbühl ist eine abgegangene Höhenburg auf 617,5 m ü. NHN bei Bankholzen, einem Ortsteil der Gemeinde Moos im baden-württembergischen Landkreis Konstanz in Deutschland.
Die Burg wurde vermutlich während des 12. Jahrhunderts von den Herren von Bankholzen als Nachfolgeanlage der rund 1000 Meter nördlich liegenden Burg auf dem Rusbühl erbaut. Von der ehemaligen Burganlage sind Keramikfunde bekannt, die in die Stauferzeit datiert werden.